# An hini a garan
An hini a garan (littéralement « celui / celle que j'aime » en français, The one I love en anglais) est une gwerz (chanson bretonne) écrite par l'Abbé Jean-Baptiste Oliero (1856-1930) sur une mélodie vannetaise. Elle est harmonisée par René Abjean. Il en existe de nombreuses versions avec quelques différences, mais la version le plus souvent chantée est proche de celle de Brân et de Denez Prigent (Sarac'h) qu'il interprète avec la chanteuse australienne Lisa Gerrard.

## Contenu
« Celui que j'aime, autrefois, petits à la maison, quand nous étions tout près l'un de l'autre, mon cœur n'en aimait qu'un ; quand j'étais petite à la maison de celui que j'aime. Celui que j'aime, je l'ai perdu à jamais ; il est parti au loin et ne reviendra pas ; et voici que je chante à celui que j'aime. Celui que j'aime, un jour il m'a laissée ; parti vers les pays lointains, des pays que je ne connais pas, pour gagner son pain. Perdu, perdu un jour, celui que j'aime. »

## Interprétations
Chez Mouez Breiz, Andrew Mahoux l'enregistre à la harpe celtique. En 1960, Alan Stivell accompagne à la harpe celtique Andrea Ar Gouilh sur un 45 tours arrangé par son père Jord Cochevelou sorti chez Mouez Breiz. Il arrange sa version sur son album Chemins de terre en 1973 et contribue à populariser la chanson à grande échelle. Yvonne Le Goff chante une version nommée Tamtitiri.
Le Trio EDF (Ewen, Delahaye, Favennec) revisite la ballade sur leur album Kan Tri Men, Tobias Southcott à la harpe dans Harp Portrait ou les frères harpistes Quefféléant qui forment le groupe An Triskell, Nathalie Brignognen chante An heni a garan (celui que j'aime) avec le groupe Glaz, Carlos Nuñez avec le chant de Gilles Servat, Cécile Corbel dans une harmonisation symphonique avec sa harpe celtique tout comme André Le Meut à la bombarde lors de la Nuit celtique 2003 interprétant en instrumental Maro eo ma mestrez.
En 2002-2003, l'association Dastum collecte des interprétations dans le Pays du Léon et enregistre au Faou en 2004 celle du duo de chanteurs Sébastien Le Bras et Gilles Le Goff. Sont également consultables celles de couples de sonneurs, d'Anne Cotonec (1970), Lizig Roudaut (1979), Marie-Josèphe Citarel (1901-2009), Zaïg Monjarret, Eugénie Rouille, Eléonore (Kan ar Bobl 2005)...
En 2014, le sound system breton Roots Atao place sur la première face de son maxi 45 tours une version riddim roots avec la chanteuse Lali produit par Munky Lee, accompagné de sa version dub. En 2014, sur son album L'Encre à rêver, Clarisse Lavanant écrit un texte français (L'homme que j'aime) sur l'air d'An hini a garan, « une de [s]es mélodies traditionnelles bretonnes préférées ». En 2016, Gwennyn réalise un arrangement pop rock de la chanson sur son album Avalon.  En 2017, Kohann la chante en compagnie de Dónal Lunny dans le documentaire The Celtic Songlines du réalisateur irlandais David Buckley diffusé sur la chaîne nationale irlandaise RTÉ 1.
En 2020, la harpeuse Morgan of Glencoe en fait une interprétation à la harpe celtique dans son album Fleur du Porhoët.

## Paroles
An hini a garan, gwechall bihan er gêr 
Pa oamp tostig an eil, an eil ouzh egile 
Va c'halon ne gare, gare nemet unan 
Pa oan bihan er gêr an hini a garan 
An hini a garan, 'm eus kollet da viken 
'Mañ degouezhet pell ha ne zistroio ken 
Ha setu ma kanan, kanan keti ketañ
Ha setu ma kanan d'an hini a garan 
An hini a garan, un deiz 'n eus va losket 
Aet eo d'ar broioù pell, d'ur vro n'an'vezan ket 
Aet eo d'ar broioù pell da c'hounit e vara 
Kollet, kollet un deiz, an hini a garan   
AN DESTENN ORIN : 
An hani a garan
Nend eus ket gwerso bras, é tonet a bell bro,
E-tal ur feuntan glouar, en ur c’hoadig distro,
Me ’glevas ur vouezh vrav, ur vouezh velkonius
É kaniñ ur ganenn, ur ganenn druezus.
2
Me ’glevas ur plac’hig é kaniñ hirvoudus
Kanennig he c’halon, ur c’han karantezus ;
Hag àr ur bod freskon[1], evnig an Aotrou Doue,
D’ar plac’hig glac’haret d’e dro a ziskane.
3
An hani a garan a ra din huanadiñ,
Huanadiñ noz ha deiz, deiz ha noz hirvoudiñ ;
Rak-se em eus soñjet e’it disammiñ m’eneñv
Sevel ur sonennig d’an hani a garan.
4
An hani a garan n’en deus den àr an douar,
N’en deus na tad na mamm, n’en deus na kar na par
Kollet en deus e dud ag an oad tenerañ
Ur c’haezh  enevad[2] eo an hani a garan.
5
An hani a garan zo dreist an holl baotred,
Nend eus hani hañval ’met marteze aeled ;
’Met marteze aeled an Aotrou Doue en Neñv
Nend eus hani hañval d’an hani a garan.
6
An hani a garan en deus daou zornig gwenn,
Blev melen èl an aour distennet penn-dre-benn
Brav eo bouezh an eostig, er c’hoadig glas pa gan
Mes gwell eo genin bouezh an hani a garan.
7
An hani a garan en deus daoulagad lemm,
Pa daol àrnin ur sell, ma c’halonig a doemm ;
Flour eo c’hoarzh gouloù-deiz, pa sav d’an nevez-hañv,
Mes flouroc’h eo minc’hoarzh an hani a garan.
8
An hani a garan gwezharall ma c’hare 
Kan a rae pa ganen, pa ouelen e ouele ;
E galon ha m’hani ne raent nemet unan
Pa oa bihan er gêr, an hani a garan.
9
An hani a garan bremañ ’n deus ma laosket, 
Aet eo d’ar broioù pell, d’ur vro n’anavan ket ;
Aet eo d’ar broioù pell da c’hounit tud d’an Neñv :
Kollet, kollet eo din an hani a garan.
10
D’an hani a garan ne ran ’met hirvoudiñ 
Penaos, ker pell doc’htoñ e c’hellin-me beviñ ?
Mes petra ’lâran-me ?… Turlubaniñ[3] a ran
Dre hir soñjal atav en hani a garan.
11
D’an hani a garan mar kollan-me ma fenn
Evnedigoù ar c’hoad, kanit-c’hwi ho kanenn ;
Evned kanit er c’hoad, kanit kenti-kentañ[4] :
Karantez, karantez d’an hani a garan. 
12
D’an hani a garan e kanan kenavo
Kenavo evit mat betek mah in d’hor bro,
Betek mah in d’hor bro da rouantelezh an Neñv
Eno ’vo e kavin an hani a garan.
13
D’an hani a garan ne ran ’met huanadiñ
Huanadiñ noz-ha-deiz, deiz ha noz hirvoudiñ
Rak-se em eus savet ha rak-se e kanan
Kanennig ma c’halon d’an hani a garan.